# ロマンスが必要
ロマンスが必要（朝: 로맨스가 필요해）は、韓国のテレビドラマ。韓国tvNにて2011年6月23日から8月2日まで放送された。全16話。

## あらすじ
ソヌ・イニョン、パク・ソヨン、カン・ヒョンジュは共に30代のキャリアウーマン。
ホテルコンシェルジュのイニョンと映画監督のキム・ソンスは10年来の恋人関係だが、ソンスに新人女優との浮気疑惑が上がり、イニョンは別れを切り出す。 やがて、イニョンは傷心の自分を気遣ってくれる同僚のソンヒョンが気になり始めるが、未練のあるソンスは複雑な思いを抱く。一方、ソヨンは結婚前提で付き合っていた男が実は既婚者で、彼の妻から訴えられてしまう。 順風満帆であったヒョンジュもまた、結婚式の当日、新郎に逃げられてしまい…。

## 登場人物
- キム・ソンス：キム・ジョンフン (鳥海浩輔)

自分の感情に素直に行動する性格。ラブコメ映画「故障したカップル」で注目を浴びる新進気鋭の映画監督。
- ソヌ・イニョン：チョ・ヨジョン (折笠富美子)

ホテル勤務のキャリアウーマン。
- パク・ソヨン：チェ・ヨジン (根谷美智子)

一流ショッピングモール“Ｙスタイル”代表。
- カン・ヒョンジュ：チェ・ソンヒョン (魏涼子)

勝訴率99％、悪名高い離婚専門弁護士。
- ペ・ソンヒョン：チェ・ジニョク (杉田智和)

国内トップクラスのホテルの後継者。
- アレックス：リッキー・キム
- ソ・ジュニ：イ・ガンフン
- ユン・ガンヒ：ハ・ヨンジェ
- キム・ドクス：キム・ヒョンミン
- テウ：ホ・テヒ

## スタッフ
- 脚本：チョン・ヒョンジョン
- 演出：イ・チャンハン